# Nigerpeton
Nigerpeton is een geslacht van uitgestorven temnospondyle Batrachomorpha (basale 'amfibieën') dat leefde in het Laat-Perm (ongeveer 250 miljoen jaar geleden). Zijn fossielen werden gevonden in Niger.

## Naamgeving
De typesoort Nigerpeton ricqlesi werd in 2005 benoemd door Christian Sidor e.a. De geslachtsnaam combineert een verwijzing naar de herkomst uit Niger met een Grieks herpeton, 'kruipend dier'. De soortaanduiding eert Armand de Ricqlès.
Het holotype is MNN MOR69, een schedel.

## Beschrijving
Deze grote 'amfibie' (tetrapode met een zwemmende larvale fase) had een platte en massieve schedel, vergelijkbaar met die van de huidige krokodillen, die meer dan vijftig centimeter lang was. De schedel was heel bijzonder, vooral wat betreft het gebit: hij bestond uit een veelvoud aan scherpe tanden, van zeer verschillende afmetingen. De tanden van het voorste deel van de kaak waren echte hoektanden, terwijl ze direct erachter korter werden; in het midden van de kaak waren ze weer erg langwerpig en in het achterste deel van de kaak namen ze in lengte af. In het verhemelte waren bovendien bijzonder grote hoektanden aanwezig en nabij de punt van de kaak was er een paar gigantische hoektanden; als de muil gesloten was, staken de laatste uit de bovenkant van de schedel door twee daartoe bestemde openingen in de bovenkaak. De schedel heeft ook de typische groeven van de zijlijn.

## Habitat
Vanwege de opmerkelijke specialisaties van de tanden, geloven wetenschappers dat Nigerpeton een groot roofdier moet zijn geweest dat in staat was om op grote tetrapoden te jagen (Steyer et alii 2006). Verder suggereert de aanwezigheid van de zijlijn een tenminste semi-aquatische habitat. De overblijfselen van Nigerpeton zijn gevonden samen met die van captorhiniden, pareiasauriërs en met die van de basale temnospondyl Saharastega. Dit suggereert dat West-Afrika tijdens het Laat-Perm de thuisbasis was van een zeer endemische fauna (Sidor et alii 2005, Steyer et alii 2006).

## Classificatie
Ondanks vele ongebruikelijke kenmerken, wordt Nigerpeton beschouwd als een vertegenwoordiger van de cochleosauriden, een groep basale temnospondylen die leefde in het Carboon op het noordelijk halfrond. Vergeleken met zijn veronderstelde naaste verwanten, was Nigerpeton veel groter; sommige kenmerken (zoals de aanwezigheid van de zijlijn) zijn onbekend bij de overige cochleosauriden. De opmerkelijke lagere hoektanden, compleet met een opening in de bovenkaak, zijn ook bekend van een andere groep van latere temnospondylen, de mastodonsauroïden; het lijkt er echter op dat dit kenmerk een geval was van convergente evolutie.